# Besleria angustiflora
Besleria angustiflora är en tvåhjärtbladig växtart som beskrevs av Karl Fritsch. Besleria angustiflora ingår i släktet Besleria och familjen Gesneriaceae. Inga underarter finns listade i Catalogue of Life.